# ムツィグ
ムツィグ（フランス語:Mutzig）はフランス北東部のグラン・テスト地域圏にあるバ＝ラン県に属し、ブリュシュ川のつくる谷の入口に位置するコミューンである。また、ムツィグは「アルザスワインの道」の道中にある。

## 歴史
近年になって当地でネアンデルタール人の遺物が発見されており、この地での人間の活動は旧石器時代にまでさかのぼることが証拠で裏付けられている。
フランス革命に至るまで、ムツィグは長らくその名声を保ってきた。19世紀にはロアン枢機卿の城の跡地に建てられた軍事工場の中から、いくつかの製造業が興った。
普仏戦争に勝利してアルザス及びロレーヌ地域を勝ち取ったドイツ皇帝ヴィルヘルム2世が1893年にムツィヒ要塞と兵舎を町の北部に設置することを命じると、ムツィグはその軍事的な役割で知られるようになった。
実は、ムツィヒと同じくバ＝ラン県内にあるムスィグ（Mussig）は同じ街である。両者は昔は「Muſzig」「Mußig」と表記されており、英語では「モッシー」（Mossy）や「マーシー」（Marshy）と訳されていた。加えて、モーツァルト（Mozart）は「ムッシャート」（Musshart）と訳された。

## ギャラリー

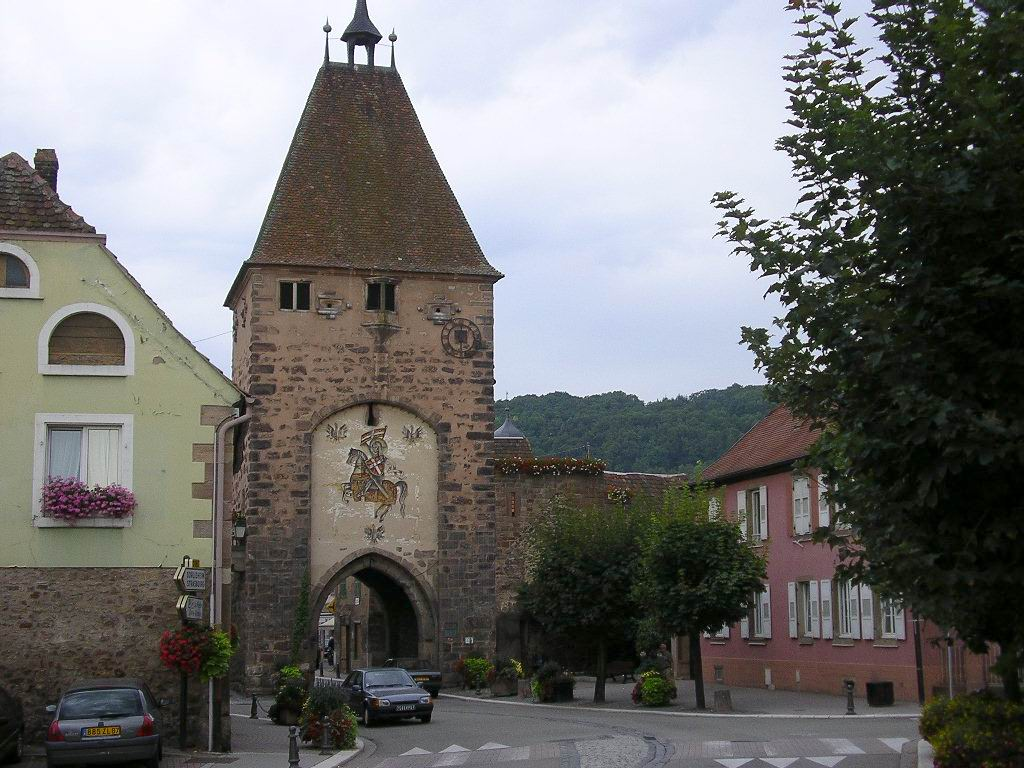
城門
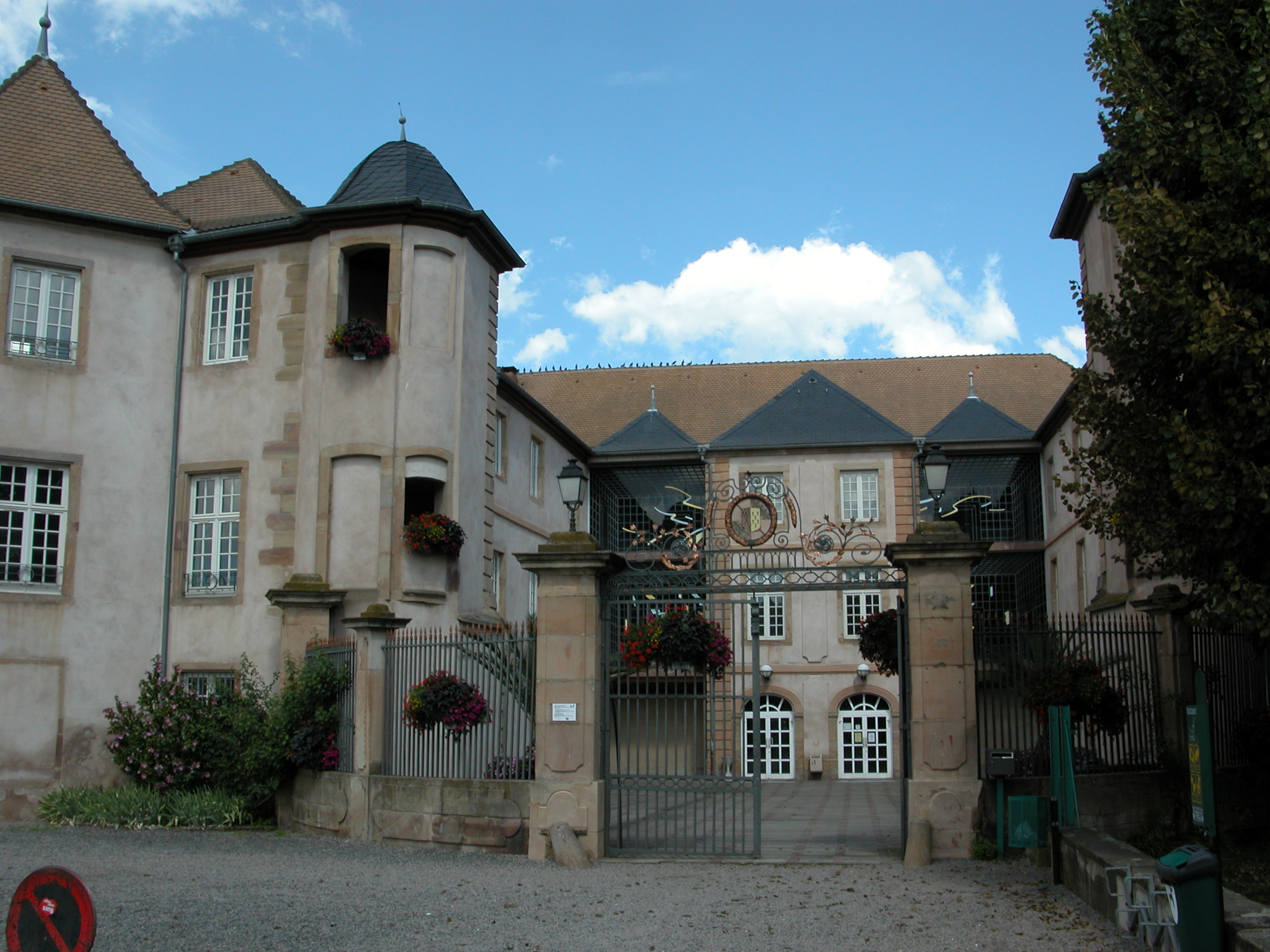
ローアン城
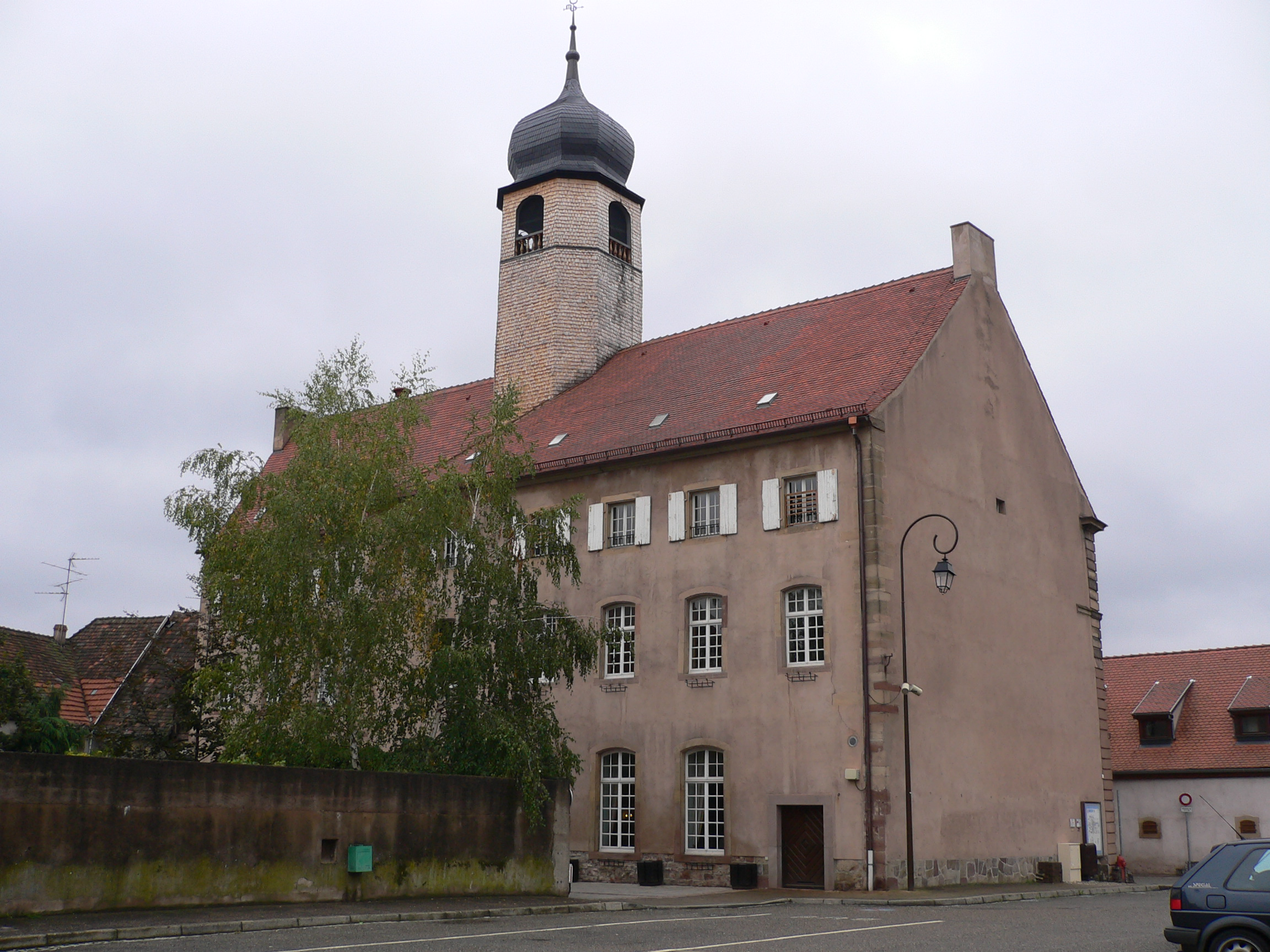
市役所